# Арруфат, Антон
Анто́н Арруфа́т (исп. Antón Arrufat; 14 августа 1935, Сантьяго-де-Куба, Орьенте — 21 мая 2023, Гавана) — кубинский поэт, прозаик, драматург, эссеист.

## Биография
Среди предков Арруфата, переселившихся на Кубу, — каталонцы, а также арабы из Сирии. Одиннадцатилетним он вместе с семьей приехал в Гавану. Образование Арруфата растянулось на много лет, и диплом филологического факультета Гаванского университета он получил только в 1979 году.
Путешествовал по США, Канаде, Франции, Великобритании. Дебютировал в печати на страницах журнала Циклон, который издавали Хосе Родригес Фео и Вирхилио Пиньера. После победы революции работал в газетах Lunes de Revolución, Gaceta de Cuba, основал журнал Casa de las Américas и в течение пяти лет руководил им. Первая книга (сборник стихов) вышла в 1962 году.
Дружил с В. Пиньерой, позднее написал воспоминания о нём (1995), составил несколько его антологий (1994, 2000). Бывал у Лесама Лимы. Дружил и переписывался с Кортасаром, составил книгу его новелл (1964).
Пьеса Арруфата Семеро против Фив (1968, по мотивам Эсхила) получила премию Союза писателей и художников Кубы, но тут же вызвала резкую идеологическую критику как контрреволюционное сочинение; это более чем на полтора десятка лет закрыло автору дорогу в печать и на сцену. Его книги стали вновь публиковаться на Кубе лишь с 1984 года.
Появлялся в фильме Мануэля Сайаса «Странные люди» (2007), документальной ленте о цензуре искусства Зона умолчания (2009).
Умер от бронхопневмонии 21 мая 2023 года в возрасте 87 лет.

## Произведения

### Поэзия
- En claro (1962)
- Repaso final (1963)
- Escritos en las puertas (1968)
- La huella en la arena (1986)
- Lirios sobre un fondo de espadas (1995)
- El viejo carpintero (1999)
- Manual de inexpertos, titulo provisional (2008)

### Драматургия
- Teatro (1963, пьесы 1957-1963)
- Todos los domingos (1964)
- Todos los amigos (1965)
- Los siete contra Tebas (1968, переизд. 2001)
- Le tierra permanente (1987)
- Cámara de amor (1994)
- La divina Fanny (1995)
- Las tres partes del criollo (2003)

### Проза
- Mi antagonista y otras observaciones (1963, новеллы)
- La caja está cerrada (1984, роман)
- Qué harás después de mí?  (1988, новеллы)
- De las pequeñas cosas (1988, переизд. 1997 с предисловием Андреса Трапьельо, 2007)
- Ejercicios para hacer de la esterilidad virtud (1998, рассказы)
- La noche del Aguafiestas (2000, роман; переизд. 2001)
- El envés de la trama y otros relatos (2005, новеллы)
- Los privilegios del deseo (2007, новеллы)

### Эссе
- Virgilio Piñera: entre él y yo (1995)
- El hombre discursivo (2005)
- La manzana y la flecha (2007)
- Las máscaras de Talía: para una lectura de la Avellaneda (2008, о Гертруде Гомес де Авельянеда)

### Сводные издания
- La huella en la arena: antología poética (Буэнос-Айрес, 2000; Гавана, 2001)
- Antología personal (Барселона, 2001)

## Публикации на русском языке
- Оборотная сторона сюжета// Десять кубинских историй: лучшие рассказы кубинских писателей. М.: Текст, 2010

## Признание
Премии литературной критики (1987, 1994, 2000). Национальная премия по литературе (2000). Премия Алехо Карпентьера (2000). Произведения Арруфата переведены на несколько европейских языков.